# Winford, Isle of Wight
Winford är en by ön Isle of Wight i England. Byn är belägen 7,8 km 
från Newport. Orten har 1 029 invånare (2016).